# Survival (chanson d'Eminem)
Pour les articles homonymes, voir Survival.
Singles de Eminem
Berzerk
(2013) Rap God
(2013)
Survival est une chanson du rappeur américain Eminem issue de son huitième album studio, The Marshall Mathers LP 2. Le refrain est interprété par la chanteuse Liz Rodrigues. Le titre est révélé le 14 août 2013 pour assurer la promotion du mode multijoueur du jeu vidéo Call of Duty: Ghosts, et sort comme single le 8 octobre 2013. C'est la première chanson d'Eminem sortie depuis Space Bound en mars 2011.

## Accueil critique
Selon Luke Bainbridge pour The Guardian, Survival, avec son style plutôt rap rock, ressemble beaucoup à la chanson Won't Back Down sortie en 2010 sur Recovery. L'air rock sur lequel rappe Eminem est inspiré du morceau Song 2 du groupe Blur. Le journaliste Randall Roberts du Los Angeles Times considère le morceau comme «dynamique et explosif». Il affirme que le flow d'Eminem y est agressif, aidé par des extraits de guitare électrique. Le journaliste Ryan Reed de Rolling Stone Magazine décrit la chanson comme «percutante et trash avec un accompagnement à la guitare qui donne le vertige».

## Clip vidéo
Le clip est présenté sur Internet le 8 octobre 2013. Le rappeur rappe dans des usines désaffectées. On peut également voir des extraits du rappeur en concert ainsi que des extraits du jeu vidéo Call of Duty: Ghosts. À la fin, Eminem arrive devant son ancienne maison, qui sert également de pochette à l'album The Marshall Mathers LP 2.

## Liste des pistes
| 1. | Survival | Marshall Mathers | DJ Khalil | 4:32 |

## Classement hebdomadaire
| Classement (2013)                       | Meilleure position |
| --------------------------------------- | ------------------ |
| Allemagne (Media Control AG)            | 20                 |
| Australie (ARIA)                        | 18                 |
| Autriche (Ö3 Austria Top 40)            | 29                 |
| Belgique (Flandre Ultratop 50 Singles)  | 49                 |
| Belgique (Wallonie Ultratop 50 Singles) | 44                 |
| Bulgarie (Top 40)                       | 28                 |
| Canada (Hot 100)                        | 6                  |
| Danemark (Tracklisten)                  | 27                 |
| Écosse (OCC)                            | 14                 |
| États-Unis (Hot 100)                    | 16                 |
| États-Unis (Rap Songs)                  | 4                  |
| États-Unis (Digital Songs)              | 6                  |
| États-Unis (Radio Songs)                | 59                 |
| France (SNEP)                           | 19                 |
| Hongrie (Rádiós Top 40)                 | 15                 |
| Irlande (IRMA)                          | 22                 |
| Nouvelle-Zélande (RMNZ)                 | 13                 |
| Pays-Bas (Nederlandse Top 40)           | 49                 |
| Royaume-Uni (UK Singles Chart)          | 22                 |
| Royaume-Uni (R&B)                       | 4                  |
| Suède (Sverigetopplistan)               | 26                 |
| Suisse (Schweizer Hitparade)            | 13                 |